# Buathra pallidipennis
Buathra pallidipennis är en stekelart som först beskrevs av Per Abraham Roman 1936.  Buathra pallidipennis ingår i släktet Buathra och familjen brokparasitsteklar. Inga underarter finns listade.